# V Światowy Festiwal Młodzieży i Studentów

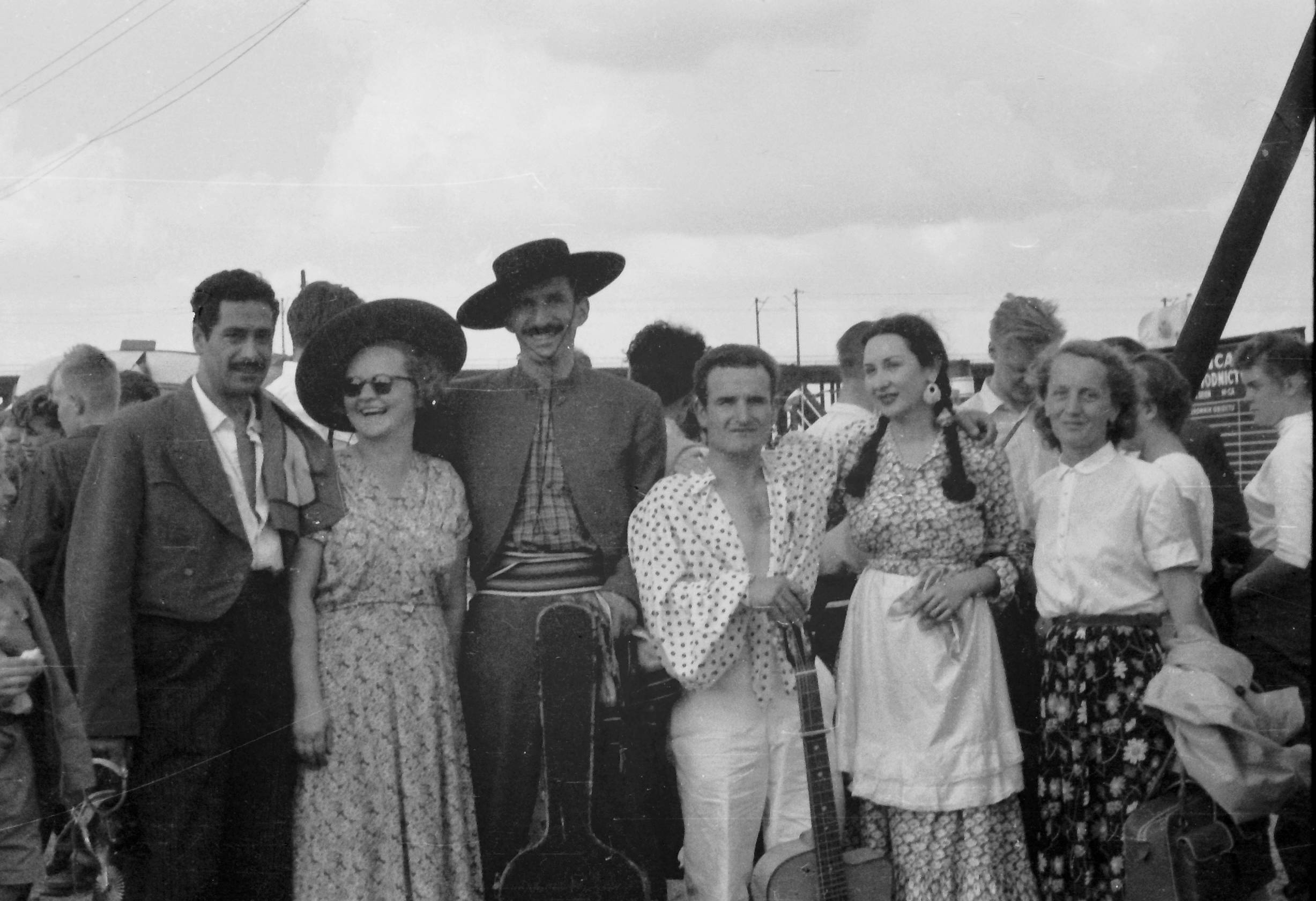
Uczestnicy festiwalu

V Światowy Festiwal Młodzieży i Studentów – Światowy Festiwal Młodzieży i Studentów, który odbył się w Warszawie w dniach od 31 lipca do 14 sierpnia 1955. 

## Historia
Festiwal miał stać się dowodem wyższości socjalizmu nad kapitalizmem. Do Warszawy przyjechało ok. 30 tysięcy młodych ludzi ze 114 państw, w tym z krajów kapitalistycznych i krajów Trzeciego Świata. Dla nich była to okazja zapoznania się z życiem za „żelazną kurtyną”, dla warszawiaków okazja spotkania się z ludźmi z krajów niedostępnych dla obywateli Polski Ludowej. Dla starannie wyselekcjonowanych delegacji z ZSRR i krajów demokracji ludowych festiwal stanowił dowód, ze można bawić się w sposób daleki od urzędowego rytuału. Dla warszawiaków i osób przyjezdnych z całej Polski atrakcję stanowiły różnokolorowe stroje zagranicznych gości i ich swobodny styl życia. Festiwal przyczynił się w znacznym stopniu do wydarzeń października 1956.
Formalnie organizatorami festiwalu były Związek Młodzieży Polskiej i Światowa Federacja Młodzieży Demokratycznej.
Władze obawiały się, że „ośrodki wywiadowcze państw kapitalistycznych, wrogie podziemie i różne elementy reakcyjne w kraju będą usiłowały przeciwdziałać tej wielkiej i patriotycznej manifestacji i wykorzystać możliwość przyjazdu i kontaktu dla celów szpiegowskich”, ale ze względu na liczebność gości zagranicznych wydarzenia wymykały się spod kontroli władz. Według oficjalnych danych, do Warszawy przybyło ponad 30 tysięcy uczestników z 114 państw.
Impreza odbywała się w atmosferze zbliżającej się odwilży gomułkowskiej. Atrakcją Festiwalu był niedawno oddany do użytku Pałac Kultury i Nauki oraz Stadion Dziesięciolecia. Miasto było udekorowane, na ścianach szczytowych zrujnowanych domów powstały kolorowe kompozycje malarskie, rozwieszono transparenty z różnojęzycznymi hasłami. Odbywały się wystawy sztuki współczesnej, dalekiej od do niedawna obowiązującego socrealizmu.

## Pozostałe Światowe Festiwale Młodzieży i Studentów
Festiwale odbywały się: 
- I Festiwal w roku 1947 w Pradze,
- II Festiwal w roku 1949 w Budapeszcie,
- III Festiwal w roku 1951 w Berlinie,
- IV Festiwal w roku 1953 w Bukareszcie,
- VI Festiwal w roku 1957 w Moskwie,
- VII Festiwal w roku 1959 w Wiedniu,
- VIII Festiwal w roku 1962 w Helsinkach,
- IX Festiwal w roku 1968 w Sofii,
- X Festiwal w roku 1973 w Berlinie,
- XI Festiwal w roku 1978 w Hawanie,
- XII Festiwal w roku 1985 w Moskwie,
- XIII Festiwal w roku 1989 w Pjongjangu,
- XIV Festiwal w roku 1997 w Hawanie,
- XV Festiwal w roku 2001 w Algierze,
- XVI Festiwal w roku 2005 w Caracas,
- XVII Festiwal w roku 2010 w Pretorii[5],
- XVIII Festiwal w roku 2013 w Quito[6],
- XIX Festiwal w roku 2017 w Soczi[7].